# Île Beef (îles Malouines)
Pour les articles homonymes, voir Île Beef.
L'île Beef (en anglais Beef Island) est une des îles Malouines (en anglais : Falkland Islands; en espagnol : Islas Malvinas).